# Arcipelago Kijskij
L'arcipelago Kijskij (in russo Кийский архипелаг?) è un gruppo di isole del mar Bianco situate nella parte meridionale della baia dell'Onega. L'isola maggiore dell'arcipelago è Kij. Amministrativamente fa parte del Onežskij rajon dell'Oblast' di Arcangelo, nel Circondario federale nordoccidentale, in Russia.

## Geografia
L'arcipelago, che si estende per circa 3 km, ha un'area di 0,611 km² e raggiunge un'altezza massima di 22 m. È situato a circa 8 km dalla foce del fiume Onega e a 15 km dalla città di Onega. 
Dopo l'isola Kij, la seconda per grandezza è Faresov (Фаресов остров), che si trova a nord-ovest,  separata da Kij dallo stretto Perejma (пролив Перейма), segue l'isola Krestovyj (остров Крестовый).
Le isole sono composte da rocce di granito (anfibolite e gabbro delle formazioni dell'Archeano dello scudo baltico, risalente a 3,5 miliardi di anni). A nord-ovest si trovano le isole Chedostrov (Хедостров) e Kondostrov.